# Charles Galton Darwin
Pour les articles homonymes, voir Darwin.
Charles Galton Darwin, né le 18 décembre 1887 à Cambridge et mort dans cette même ville le 31 décembre 1962, est un physicien britannique.